# Mizuho Umemura
Pour les articles homonymes, voir Umemura.
Mizuho Umemura (梅村 みずほ, Umemura Mizuho), née le 10 septembre 1978 dans la préfecture d'Aichi, Japon, est une femme politique japonaise membre de la Chambre des conseillers du Japon depuis 2019. Elle représente le district d'Osaka et est membre du Nippon Ishin no Kai (Parti japonais de l'innovation).
Le 30 juin 2025, Mizuho Umemura quitte Nippon Ishin et rejoint le parti Sanseitō.

## Biographie
Umemura a déclaré qu'elle est une shukyo nisei (« deuxième génération de religion ») et qu'elle a subi des dommages psychologiques du fait que sa mère a été manipulée par une secte.[réf. nécessaire]
En août 2022, elle propose sans succès sa candidature à l’élection pour la présidence de son parti. En 2025, elle est battue dans l'élection interne de son parti par Rie Sasaki, et n'est pas reconduite dans la préfecture d'Osaka lors de l'élection à la Chambre des conseillers du Japon de 2025. Elle rejoint alors le parti Sanseitō, et conserve son siège à la Diète du Japon sous cette nouvelle étiquette.

## Opinions
Umemura critique le système japonais de garde des enfants après divorce par un seul parent.

## Controverse
Le 12 mai 2023, Umemura fait l'objet d'une controverse à la suite de sa déclaration sur la mort de Wishma Sandamali dans un centre de détention de Nagoya en 2021 lors des délibérations sur la révision de la loi sur le contrôle de l'immigration et la reconnaissance des réfugiés. Elle affirme que « Wishma, comme l'a peut-être dit le groupe d'aide aux étrangers, aurait pu avoir un faible espoir d'obtenir une libération conditionnelle [après expulsion], si elle simulait la maladie en faisant une grève de la faim ». Cette déclaration est immédiatement critiquée par d'autres membres de la commission, la qualifiant de « fausse » et « absurde ». Le 18 mai 2023, le secrétaire général d'Ishin, Fumitake Fujita, annonce qu'Umemura est démise de ses fonctions au comité des affaires judiciaires de la chambre haute pour ses remarques problématiques,. Par la suite, son adhésion au parti Ishin est suspendue pendant 6 mois à compter du 26 mai 2023.